# Жароткель
Жаротке́ль (каз. Жарөткел) — село у складі Айтекебійського району Актюбінської області Казахстану. Входить до складу Карабутацького сільського округу.
Населення — 180 осіб (2021; 327 у 2009, 484 у 1999, 580 у 1989).